# NGC 7549
NGC 7549 est une galaxie spirale barrée particulière située dans la constellation de Pégase. NGC 7549 a été découverte par l'ingénieur irlandais Bindon Stoney en 1850. Elle fut également découverte indépendamment par l'astronome allemand Heinrich d'Arrest le 30 aout 1864.

## Caractéristiques
La classe de luminosité de NGC 7549 est III-IV et elle présente une large raie HI. C'est aussi une galaxie à noyau actif. 

### Distance
Sa vitesse par rapport au fond diffus cosmologique est de 4 373 ± 26 km/s, ce qui correspond à une distance de Hubble de 64,5 ± 4,5 Mpc (∼210 millions d'al).
À ce jour, cinq mesures non basées sur le décalage vers le rouge (redshift) donnent une distance de 57,460 ± 10,103 Mpc (∼187 millions d'al), ce qui est à l'intérieur des valeurs de la distance de Hubble  en raison de l'incertitude passablement élevée. Notons que c'est avec la valeur moyenne des mesures indépendantes, lorsqu'elles existent, que la base de données NASA/IPAC calcule le diamètre d'une galaxie et qu'en conséquence le diamètre de NGC 7549 pourrait être d'environ 55,4 kpc (∼181 000 al) si on utilisait la distance de Hubble pour le calculer. 

## Supernova
Deux supernovas ont été observées dans NGC 7549 : SN 2009fya et SN 2009nq, et possiblement une troisième : AT 2020jdu.

### SN 2009fya
Cette supernova a été découverte le 24 mai 2009 par l'astronome japonais K. Itagaki. D'une magnitude apparente de 16,3 au moment de sa découverte, elle était de type II.

### SN 2009nq
Cette supernova a été découverte le 28 décembre 2009 par W. Zheng, F. Yuan et les membres du projet de collaboration baptisée ROTSE de l'observatoire McDonald. D'une magnitude apparente de 16,2 au moment de sa découverte, elle était de type Ia. L'éclat de la supernova avait augmenté durant des ré-observations début janvier 2010, atteignant la magnitude de 15,2 à son maximum, avant de décroître.

### AT 2020jdu
AT 2020jdu (ou ATLAS20lrn) est un phénomène transitoire, potentiellement une supernova, découvert le 4 mai 2020 par le relevé astronomique ATLAS (Asteroid Terrestrial-impact Last Alert System). D'une magnitude apparente de 17,52 au moment de sa découverte, son type n'a pu être identifié. Sa distance par rapport à la Terre a pu être estimée à environ 56,0 Mpc (∼183 millions d'al),.

## Groupe compact de Hickson 93

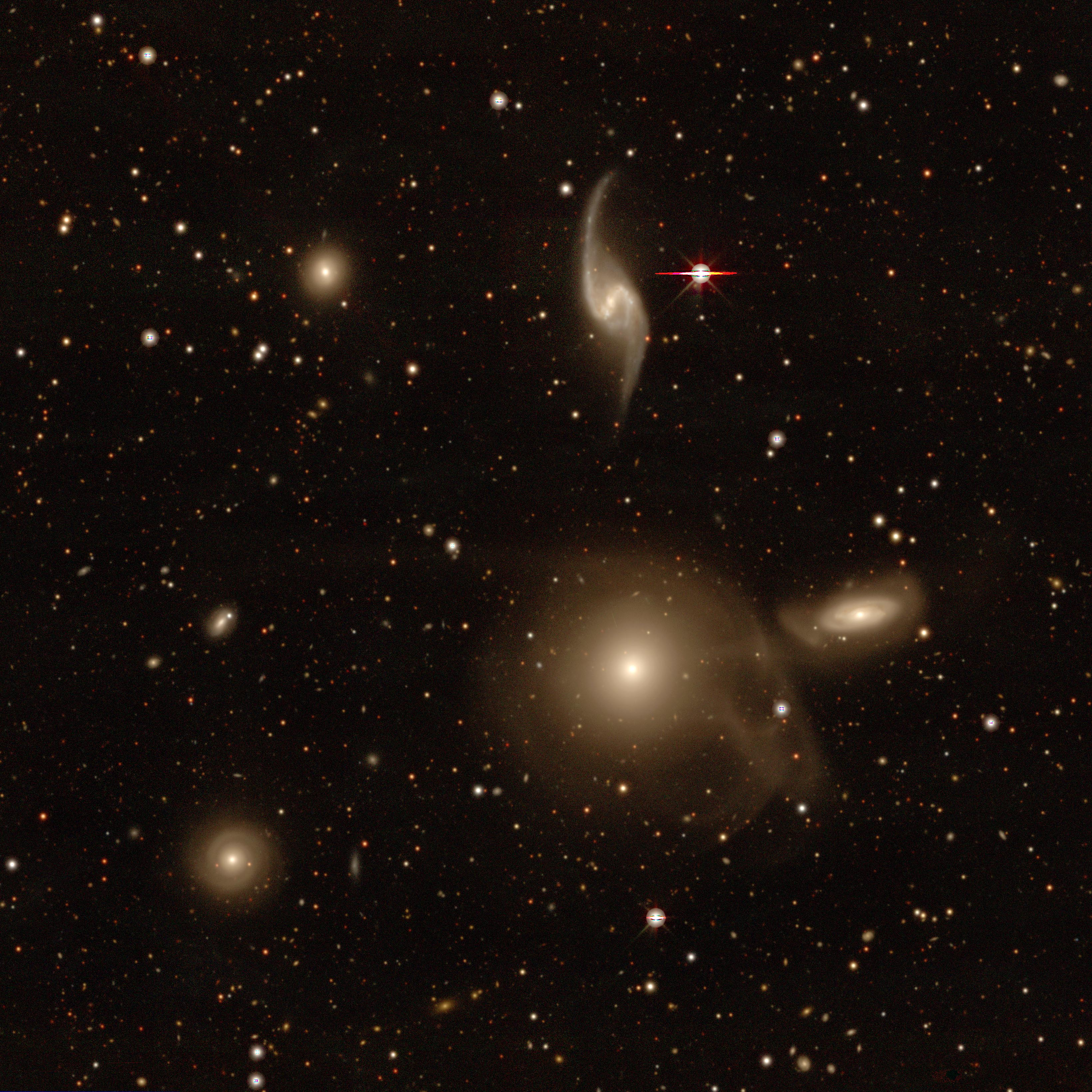
Le groupe compact de Hickson 93 par le projet « Legacy Surveys DR10 »[12].
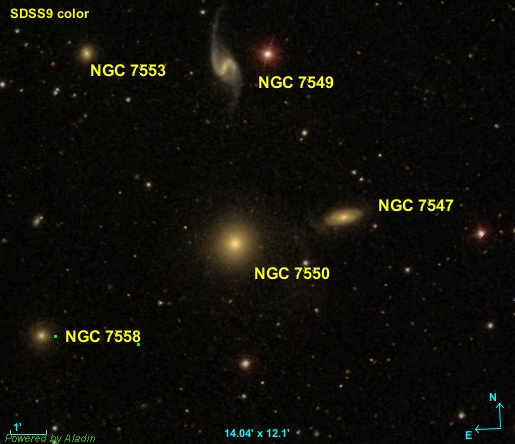
Les cinq galaxies membres du groupe compact de Hickson 93.

NGC 7547 est membre du groupe compact de Hickson HCG 93. Ce groupe de galaxies compte au total cinq galaxies soit HGC 93A (NGC 7550), HGC 93B (NGC 7549), HGC 93C (NGC 7547),.HGC 93D (NGC 7553) et HGC 93E (NGC 7558).

## Groupe de NGC 7550 et Arp 99
NGC 7549 fait partie d'un triplet de galaxies, le groupe de NGC 7550, la galaxie la plus brillant des trois. La distance de ces trois galaxies est à peu près la même. Ces trois galaxies sont NGC 7547, NGC 7550 et NGC 7549,, dont les distances de Hubble sont respectivement égales à 65,0 ± 4,6 Mpc (∼212 millions d'al), 67,8 ± 4,8 Mpc (∼221 millions d'al) et 64,5 ± 4,5 Mpc (∼210 millions d'al).
Selon le professeur Seligman, c'est NGC 7547 qui fait partie de l'atlas Arp et elle serait confondue  avec NGC 7549 en de nombreuses sources.
Le groupe de NGC 7550 est aussi désigné par la base de données NASA/IPAC comme WBL 700, du nom des auteurs ayant publié un article en 1999. Malheureusement, les désignations des galaxies ne sont pas indiquées dans cet article, mais il s'agit sans doute de NGC 7553 dont la distance de Hubble égale à 70,95 ± 5,03 Mpc (∼231 millions d'al) est comparable à celle des galaxies du triplet. NGC 7558, membre du groupe compact de Hickson 93, est une galaxie relativement éloignée à 124,54 ± 8,75 Mpc (∼406 millions d'al).